# نمودار کار باقی‌مانده

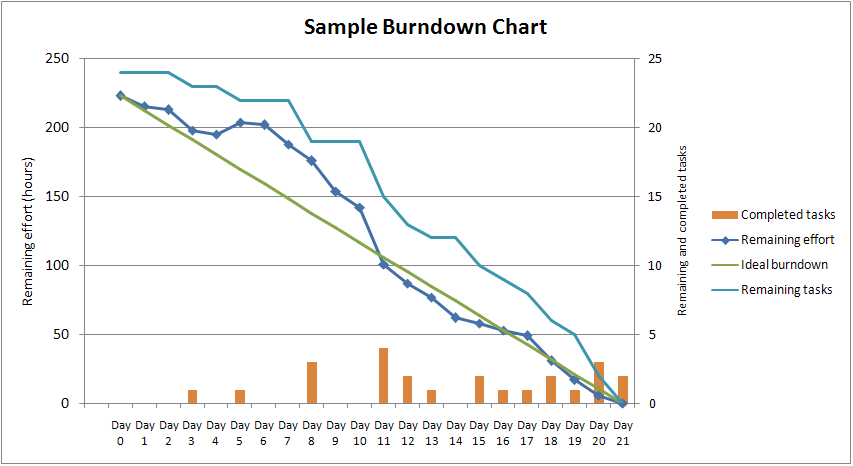
مثالی از نمودار کار باقی‌مانده برای ۲۱ روز کاری در یک ماه.

نمودار کار باقی‌مانده نموداری است که حجم کار باقی مانده (محور عمودی) را در طول زمان (محور افقی) نشان می دهد. واحد محور عمودی، ساعت یا سایر واحدهای اندازه گیری اقلام بک لاگ محصول مانند امتیاز داستان است. از آنجا که با گذشت زمان، کار باقی مانده کاهش می یابد، روند کلی نمودار، نزولی است و تا جایی پیش می رود که کار باقی مانده صفر شود و محور افقی را قطع کند. نتایج پیش بینی شده را می توان با ترسیم خط سیر (روند) روی نمودار نشان داد.